# Фридрих Пуцгер
Фридрих Вилхелм Пуцгер (на немски: Friedrich Wilhelm Putzger) е германски педагог и картограф.

## Биография
Роден на 10 януари 1849 година в Зибенлех, Германия. Подобрява „Физико-статистически атлас на Германската империя“ (Physikalisch-statistischer Atlas des deutschen Reiches) от Рихард Андре и Оскар Пешел с издател Велхаген и Класинг. През 1877 година за първи път публикува в Лайпциг „Исторически училищен атлас“ (Historischer Schul-Atlas), който заради ниската си цена постига пълен успех. Последното издание на пуцгеровотия атлас (Atlas und Chronik zur Weltgeschichte. Cornelsen, Berlin 2002) се използва и до днес в училищата в Германия.
Умира на 3 август 1913 година в Плауен, Германия.